# Столяров Григорій Арнольдович
Григо́рій Арно́льдович Столяро́в (нар. 8 (20) травня 1892, Одеса, Російська імперія — пом. 14 вересня 1963, Москва, СРСР) — радянський диригент, педагог. Заслужений діяч мистецтв Казахської РСР (1947), професор (1947).

## Біографія
Григорій Арнольдович Столяров народився 8 (20) травня 1892 року у Одесі у родині музиканта. Навчався грі на скрипці у професора Петра Соломоновича Столярського, а потім у Музичному училищі Імператорського Російського музичного товариства у професора Олександра Петровича Фідельмана. У 1908 році поступив до Петербурзької консерваторії, яку закінчив у 1915 році з дипломом «вільного художника» за класом скрипки Ауера Леопольда Семеновича, диригування Миколи Миколайовича Черепніна та інструментування Олександра Костянтиновича Глазунова.
У 1915—1919 роках гастролював з провінційними симфонічними оркестрами, тоді ж працював у петроградському театрі «Ренесанс». У 1919—1929 роках головний диригент Одеського театру опери та балету, вів симфонічні програми у Одеській філармонії. У 1923—1929 також ректор та професор Одеської консерваторії за класом диригування та оперному класу.
У 1930—1938 роках був головним диригентом у Московському музичному театрі імені Немировича-Данченко. Спільно з Володимиром Івановичем Немировичем-Данченко працював над постановками опер «Травіата», «Сорочинський ярмарок», «Чіо-Чіо-сан», «Тихий Дон» та інших. Однією з найпримітніших прем'єр тих років була опера «Леді Макбет Мценського повіту» Дмитра Дмитровича Шостаковича, яка зміцнила творчі взаємини Шостаковича зі Столяровим. Разом вони грали Концерт для фортепіано з оркестром Шостаковича, а у подальшому Григорій Арнольдович часто диригував його симфоніями (П'ятою, Сьомою), отримуючи від композитора партитури з дарчими написами.
З 1934 року працював у Московській консерваторії. Його запросили очолити оркестри консерваторії, проте незабаром він став диригентом і Московської оперної студії імені С. Т. Шацького. За роки роботи підготував понад 140 вистав, включаючи такі як «Євгеній Онєгін», «Русалка», «Царська наречена», «Севільський цирульник», «Фауст» та інші. З 1936 року Столяров був призначений деканом диригентського факультету, зав. кафедри оперної підготовки, професором класу диригування. Серед його учнів багато відомих музикантів: заслужений діяч мистецтв РРФСР Іван Васильович Петров, автор музики Гімну Узбекистану Муталь Музаінович Бурханов та багато інших. У 1940—1941 був заступником директора консерваторії (Олександра Борисовича Гольденвейзера). З початком німецько-радянської війни частина викладачів консерваторії виїхали до Нальчика та Пензи, а ті, що залишилися розпочали 1 вересня 1941 року заняття у Москві. У жовтні 1941 було прийнято рішення про їх евакуацію до Саратова. Цією групою керував Столяров, призначений виконуючим обов'язки директора консерваторії. У 1943 році він залишив роботу у Московській консерваторії.
У 1944—1945 роках працював диригентом Білоруського оперного театру. У 1945 поїхав до Алмати, де до 1948 року диригував у Академічному театрі опери та балету. Викладав у Алматинській консерваторії.
У 1948 році повернувся до Москви. Тут до 1954 року диригував оркестрами на Всесоюзному радіо, викладав у Вищому училищі військових диригентів Радянської Армії. У 1954—1958 роках був художнім керівником Естрадно-симфонічного оркестру Всесоюзного радіо та телебачення. Також з 1954 року головний диригент Московського театру оперети. У ці ж роки Григорій Столяров вів неофіційну педагогічну діяльність, займаючись з молодими диригентами, у тому числі з Максимом Дмитровичем Шостаковичем.
Помер у Москві 14 вересня 1963 року, похований на Новодівочому цвинтарі.